# Anton Alexandrowitsch Demtschenko
Anton Alexandrowitsch Demtschenko (russisch Антон Александрович Демченко, FIDE-Schreibweise Anton Demchenko; * 20. August 1987 in Noworossijsk) ist ein russischer Schachspieler, der seit 2023 für den Schachverband Sloweniens antritt. Seit 2013 trägt er den Titel Großmeister im Schach. Demtschenko ist der Europameister von 2021.

## Karriere
Im Jahr 2003 erhielt Demtschenko den Titel Internationaler Meister im Schach durch die FIDE. Die erste Großmeisternorm erzielte er erst 2010 bei einem Turnier in Sankt Petersburg. Auch die beiden weiteren Normen erspielte er sich bei Turnieren in der russischen Metropole im September und November 2012. Die Elo-Zahl von 2500 hatte er bereits im April 2008 erstmalig überschritten, sodass die FIDE ihm im Januar 2013 den Titel Großmeister im Schach zusprach.
Im September 2021 wurde Demtschenko Sieger der Schach-Europameisterschaft 2021. In elf Runden erzielte er 8,5 Punkte und lag somit punktgleich mit Vincent Keymer an der Spitze, hatte jedoch die bessere Feinwertung.
Demtschenko gehört zu den 44 russischen Schachspielern, die im März 2022 in einem offenen Brief den russischen Überfall auf die Ukraine verurteilten und sich solidarisch mit der Ukraine zeigten. Im Juli 2023 wechselte er zum slowenischen Schachverband.
Bei der Schacholympiade 2024 in Budapest kam Demtschenko zu seinem ersten Einsatz bei einer Schacholympiade. Für das slowenische Team war er am zweiten Brett gesetzt und bestritt zehn Partien.

## Verein
In der deutschen Schachbundesliga ist Demtschenko seit 2018 aktiv. In der Saison 2018/19 spielte er für den Düsseldorfer SK 1914/25. In den Spielzeiten 2019/2021 und 2022/23 trat er für den SK Doppelbauer Kiel an.